# دسوراغلوك (آراغاتسوتن)
مدينة دسوراغلوك (بالإنجليزية: Dsoraglukh)‏ هي إحدى المدن التابعة لمقاطعة آراغاتسوتن في أرمينيا. يقدر عدد سكانها بـ 288 نسمة حسب الإحصاء الذي جرى عام 2011.